# Aerangis monantha
Aerangis monantha é uma espécie de orquídea monopodial epífita, família Orchidaceae, que habita Madagascar.